# Whitworth, Durham
Whitworth var en civil parish fram till 1937 när blev den en del av Spennymoor, i grevskapet Durham, i England. Civil parish var belägen 8 km från Durham och hade 6 096 invånare år 1931.